# Paul Riegel
Paul Riegel, född 28 september 1926 i Bonn, död 2 augusti 2009 i Bonn, var en tysk företagsledare och idrottsman, chef för Haribo.
1946 tog han efter fadern Hans Riegels död över familjeföretaget Haribo tillsammans med sin bror Hans Riegel. Paul Riegel ansvarade för produktionen och produktionsutvecklingen i företaget. Han deltog sällan i offentliga sammanhang. Paul Riegel utmärkte sig också inom idrotten. Han var bland annat med i de tyska mästerskapen i badminton och Haribo lät uppföra en badmintonhall på företagsområdet i Bonn. Han deltog också i motorbåtslopp och segling. 
Efter Paul Riegels död 2009 ägs företaget till 50% av Hans Riegel och till 50% av ett holdingbolag som kontrolleras av Paul Riegels fyra barn.